# 新闻日报
《新闻日报》（葡萄牙語：Diário de Notícias，葡萄牙語發音：[ˈdja.ɾju ðɨ nuˈti.sjɐʃ] ) 是葡萄牙里斯本发行的一份葡萄牙语日报。

## 历史和简介

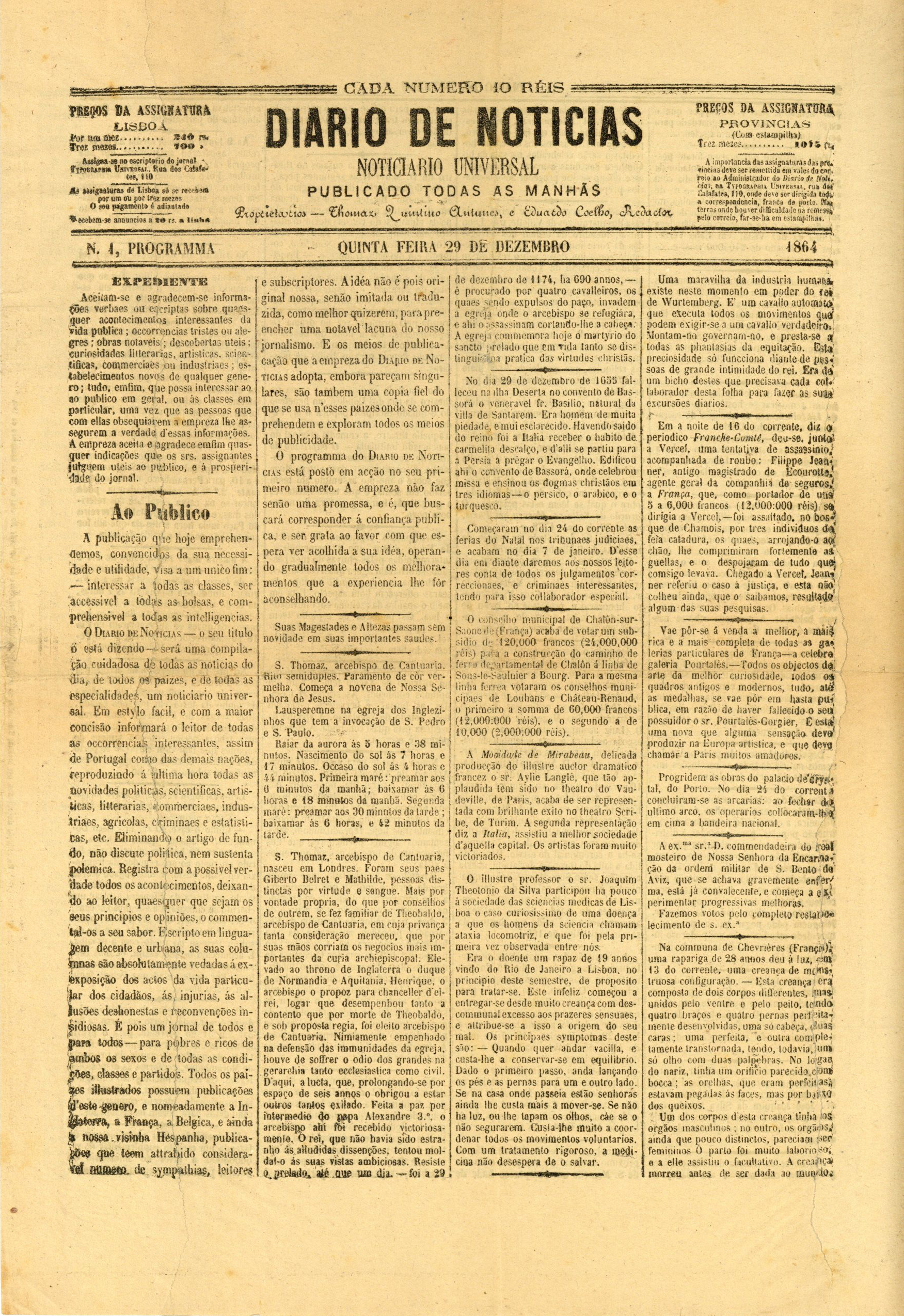
第一期《新闻日报》 （1864年12月29日）

《新闻日报》于1864年12月29日创刊，总部在里斯本，创始人是托马斯·金蒂诺·安图内斯（Tomás Quintino Antunes）和爱德华多·科埃略（Eduardo Coelho）。 报纸创办早期，没有明确的政治立场，资金上主要依赖广告收入。  1880年代，小说家埃萨·德奎罗斯在葡萄牙外交部门任职，当时派驻到英国泰恩河畔纽卡斯尔，不时向报社投稿“伦敦信件”，后来部分信件集结出版在"英格兰来信"一书中。
在康乃馨革命之前，新闻日报属于独裁政府的宣传机构“全国广播公司“（Empresa Nacional de Publicidade）。 从康乃馨革命结束到1990年代早前，这份报纸一直属于国有。 1990年代后期，Lusomundo集团收购了《新闻日报》和《新闻报》。   2005 年，由Controlinveste 集团买下这两份报纸。 这两份报纸现在隶属于安哥拉媒体集团Global Media Group （前身为 Controlinveste Media）。  
《新闻日报》现以小报格式出版。 诗人费尔南多·佩索阿的父亲、音乐评论家若阿金·德·塞亚布拉·佩索阿，曾为该报工作。
2018 年，《新闻日报》改为周报，每周六出版。

## 发行
在1995年至1996年期间，《新闻日报》的发行量为63,000 份，比1880年代的发行量略有下降，1930年代作为葡萄牙第二共和国宣传报时达到顶峰（葡萄牙大陆发行量 120,000 份，葡萄牙殖民地发行量70,000 份），使其成为当时葡萄牙第七大畅销报纸和第三大畅销日报。  2002 年报纸发行量为 44,055 份。  2003 年为 54,000 份 ，2004 年为 45,015 份。 2005年 37,992 份，2006年37,904 份和 2007年37,759 份。 2008年的发行量为 33,626 份。 
《新闻日报》2011年售出 34,119 份 ，2012年售出29,054份
到2017年，发行量低于19,000 份，该报纸已成为一份小报，依靠在线广告和持有人安哥拉媒体集团维持运营。

## 副刊
- - Classificados  DN
  - Dinheiro Vivo
  - 1864
- 不存在的副刊（现在）：
  - DNA
  - DN Negócios （先后分别更名为DN Bolsa、DN Economia ，2015年再更名为Dinheiro Vivo ，2016 年成为独立报纸，2017 年成立新闻网站）